# Монтеверди-Мариттимо
Монтеве́рди-Мари́ттимо (итал. Monteverdi Marittimo) — коммуна в Италии, располагается в области Тоскана, в провинции Пиза.
Население составляет 701 человек (2008 г.), плотность населения составляет 7 чел./км². Коммуна занимает площадь 98 км². Почтовый индекс — 56040. Телефонный код — 0565.
Покровителем коммуны почитается святой апостол Андрей, день памяти отмечается 30 ноября.

## Демография
Динамика населения:

## Администрация коммуны
- Официальный сайт: http://www.comune.monteverdi-marittimo.pi.it/